# Henri Ozenne
Henri Ozenne, né le 16 novembre 1909 à Paris et mort le 10 mai 1991 à La Rochelle, est un footballeur français.

## Biographie
Né à Paris, cet attaquant et ailier droit fait ses débuts dans un des grands clubs de la capitale, le Racing Club de Paris. En 1930 il dispute la finale de Coupe de France perdue face au FC Sète (il termine même le match au poste de gardien de but après la blessure du titulaire). Après une première saison professionnelle au cours de laquelle il ne joue que deux matchs, il part à Amiens, en D2, en 1933-1934 puis revient au Racing.
De 1934 à 1939, il fait partie intégrante de la ligne d'attaque du brillant club parisien. Pendant ces saisons, il ne dispute pas tous les matchs de championnat (onze matchs seulement, pour huit buts, lors de l'édition 1935-1936 que le Racing remporte) mais joue les deux finales de Coupe de France enlevées par les Parisiens en 1936 et 1939.
En 1945, il est directeur sportif du Racing Club Vichy Football, qui évolue le temps d'une saison en D2.

## Palmarès
- Champion de France en 1936 avec le RC Paris
- Vainqueur de la Coupe de France en 1936 et en 1939 avec le RC Paris

| Saison    | Club      | Championnat | Championnat | Championnat | Coupe(s) nationale(s) | Coupe(s) nationale(s) | Total | Total |
| Saison    | Club      | Division    | M.          | B.          | M.                    | B.                    | M.    | B.    |
| 1933-1934 | Amiens AC | 2           | 18          | 5           | 5                     | 1                     | 23    | 6     |